# 霍尔高
霍尔高是德国巴伐利亚州的一个市镇。总面积26.48平方公里，总人口2583人，其中男性1309人，女性1274人（2011年12月31日），人口密度98人/平方公里。